# IIHF Continental Cup 2013-2014
La 17ª edizione della Continental Cup è stata organizzata, come di consueto, dalla Federazione internazionale di hockey su ghiaccio. Si è trattato dell'unica competizione europea di hockey su ghiaccio disputata in questa stagione.

## Formula
La formula è la stessa della stagione precedente, con 19 compagini iscritte, vincitrici dei campionati delle nazioni europee che nel ranking IIHF occupano le posizioni dall'ottava in poi, ovvero provenienti da serie minori dei campionati superiori (anche se in questa stagione, come nella precedente, disputa di diritto la SuperFinal -a seguito della vittoria del torneo l'anno precedente- anche una squadra iscritta nella Kontinental Hockey League, il campionato europeo di maggior livello).
Il torneo si apre con un gruppo preliminare composto da quattro squadre (provenienti dagli ultimi 4 campionati secondo il ranking), la prima delle quali si qualifica al secondo turno. Al secondo turno ci saranno due gironi da quattro squadre, con 7 squadre qualificate per la posizione nel ranking e la vincitrice del primo turno. Le due vincenti passano al terzo turno, che funziona con lo stesso meccanismo: due gironi da 4, con 6 squadre qualificate per il ranking e le due vincenti del secondo turno.
Il girone finale (o Super Final) vede qualificate di diritto la squadra ospitante (per questa stagione, ancora una volta, i francesi del Rouen) e i detentori del trofeo (gli ucraini dell'HK Donbass Donetsk, squadra della KHL).

## Primo turno

### Gruppo A
(Belgrado, Serbia)
| Team numero 1         | Risultato | Team numero 2         |
| --------------------- | --------- | --------------------- |
| CSKA Sofia            | 4:1       | CD Hielo Bipolo       |
| HK Partizan           | 3:8       | Tallinn Viiking-Sport |
| Tallinn Viiking-Sport | 5:2       | CD Hielo Bipolo       |
| HK Partizan           | 5:3       | CSKA Sofia            |
| Tallinn Viiking-Sport | 5:3       | CSKA Sofia            |
| HK Partizan           | 1:10      | CD Hielo Bipolo       |

### Classifica
| Pos. | Team                  | Punti |
| 1    | Tallinn Viiking-Sport | 9     |
| 2    | CD Hielo Bipolo       | 3     |
| 3    | CSKA Sofia            | 3     |
| 4    | HK Partizan           | 3     |

Gli estoni del Tallinn Viiking-Sport si qualificano al secondo turno.

## Secondo turno

### Gruppo B
(Nottingham, Regno Unito)
| Team numero 1       | Risultato | Team numero 2   |
| ------------------- | --------- | --------------- |
| HK Juniors          | 8:3       | HYS The Hague   |
| Nottingham Panthers | 5:3       | CD Hielo Bipolo |
| HK Juniors          | 7:2       | CD Hielo Bipolo |
| Nottingham Panthers | 7:3       | HYS The Hague   |
| HYS The Hague       | 5:3       | CD Hielo Bipolo |
| Nottingham Panthers | 3:1       | HK Juniors      |

### Classifica
| Pos. | Team                | Punti |
| 1    | Nottingham Panthers | 9     |
| 2    | HK Juniors          | 6     |
| 3    | HYS The Hague       | 3     |
| 4    | CD Hielo Bipolo     | 0     |

Al girone non ha partecipato la squadra dei Tallinn Viiking-Sport, vincitori del gruppo A, per problemi di visto. La squadra è stata quindi sostituita dalla seconda classificata del gruppo A, gli spagnoli del CD Hielo Bipolo.
Gli inglesi del Nottingham Panthers passano al turno successivo.

### Gruppo C
(Dunaújváros, Ungheria)
| Team numero 1   | Risultato    | Team numero 2        |
| --------------- | ------------ | -------------------- |
| KS Cracovia     | 2:0          | HK Slavija Ljubljana |
| DAB-Docler      | 3:2 (d.t.r.) | HSC Csíkszereda      |
| KS Cracovia     | 2:0          | HSC Csíkszereda      |
| DAB-Docler      | 3:0          | HK Slavija Ljubljana |
| HSC Csíkszereda | 2:1          | HK Slavija Ljubljana |
| DAB-Docler      | 5:3          | KS Cracovia          |

### Classifica
| Pos. | Team                 | Punti |
| 1    | DAB-Docler           | 8     |
| 2    | KS Cracovia          | 6     |
| 3    | HSC Csíkszereda      | 4     |
| 4    | HK Slavija Ljubljana | 0     |

Gli ungheresi del DAB-Docler passano al turno successivo.

## Terzo turno

### Gruppo D
(Asiago, Italia)
| Team numero 1       | Risultato | Team numero 2       |
| ------------------- | --------- | ------------------- |
| Toros Neftekamsk    | 4:3       | Nottingham Panthers |
| Asiago Hockey       | 3:1       | Yertis Pavlodar     |
| Nottingham Panthers | 2:1       | Yertis Pavlodar     |
| Asiago Hockey       | 6:2       | Toros Neftekamsk    |
| Yertis Pavlodar     | 4:2       | Toros Neftekamsk    |
| Asiago Hockey       | 3:2       | Nottingham Panthers |

### Classifica
| Pos. | Team                | Punti |
| 1    | Asiago Hockey       | 9     |
| 2    | Yertis Pavlodar     | 3     |
| 3    | Nottingham Panthers | 3     |
| 4    | Toros Neftekamsk    | 3     |

L'Asiago Hockey vince il girone ed accede alla SuperFinal di Rouen.

### Gruppo E
(Vojens, Danimarca)
| Team numero 1        | Risultato    | Team numero 2    |
| -------------------- | ------------ | ---------------- |
| Stavanger Oilers     | 4:3 (d.t.r.) | HK Neman Grodno  |
| SønderjyskE Ishockey | 1:2          | DAB-Docler       |
| Stavanger Oilers     | 9:1          | DAB-Docler       |
| SønderjyskE Ishockey | 0:1 (d.t.s.) | HK Neman Grodno  |
| HK Neman Grodno      | 3:1          | DAB-Docler       |
| SønderjyskE Ishockey | 1:3          | Stavanger Oilers |

### Classifica
| Pos. | Team                 | Punti |
| 1    | Stavanger Oilers     | 8     |
| 2    | HK Neman Grodno      | 6     |
| 3    | DAB-Docler           | 3     |
| 4    | SønderjyskE Ishockey | 1     |

I norvegesi dello Stavanger Oilers vincono il girone ed accedono per la prima volta nella loro storia alla SuperFinal di Rouen.

## Super Final
(Rouen, Francia)
Oltre ad Asiago Hockey e Stavanger Oilers, vincitori dei rispettivi gironi, partecipano alla SuperFinal i padroni di casa dei Dragons de Rouen, in qualità di squadra organizzatrice, e i detentori della Continental Cup, gli ucraini dell'HC Donbass, compagine partecipante al secondo campionato di hockey su ghiaccio a livello mondiale, la KHL.
| Team numero 1    | Risultato                            | Team numero 2    |
| ---------------- | ------------------------------------ | ---------------- |
| HC Donbass       | 3-2 d.t.r. (0-1; 1-0; 1-1; 0-0; 1-0) | Stavanger Oilers |
| Dragons de Rouen | 0-6 (0-3; 0-3; 0-0)                  | Asiago Hockey    |
| HC Donbass       | 5-1 (3-0; 0-0; 2-1)                  | Asiago Hockey    |
| Dragons de Rouen | 2-6 (0-3; 2-1; 0-2)                  | Stavanger Oilers |
| Asiago Hockey    | 2-7 (1-4; 1-3; 0-0)                  | Stavanger Oilers |
| Dragons de Rouen | 4-3 d.t.r. (0-1; 1-0; 2-2; 0-0; 1-0) | HC Donbass       |

### Classifica finale
| Pos. | Team             | Punti |
| 1    | Stavanger Oilers | 7     |
| 2    | HC Donbass       | 6     |
| 3    | Asiago Hockey    | 3     |
| 4    | Dragons de Rouen | 2     |

Come due stagioni prima il Donbass getta alle ortiche il trofeo che viene vinto dai norvegesi dello Stavanger Oilers.

### Premi individuali
- Miglior portiere: Ruben Smith, (Stavanger Oilers)
- Miglior difensore: Clay Wilson, (HC Donbass)
- Miglior attaccante: Chris DiDomenico, (Asiago Hockey)